# Magniberg
Magniberg är en gård i Nyköping.
Magniberg uppfördes 1769 av Magnus Adamsson Zelling på en av Nyköpings stads utägor, för att fungera som bruksherrgård för ett nygrundat sockerbruk och ett tegelbruk han arrenderade. Huvuddelen av inredningen från Magnus Zelling gjorde konkurs 1772 och sockerbruket lades ned. Hans svärson Kristian Ludvig Oldenburg övertog dock fastigheten och fortsatte att arrendera tegelbruket. Under hans tid uppfördes den stora stenmur som omger fastigheten. 1834 köptes Magniberg av Per Erik Winge som var bokhandlare, tidningsredaktör, rådman och riksdagsman. Per Erik Winge donerade 1859 Magniberg som bostad åt fattiga och orkeslösa hantverkare med hustrur eller änkor. Nedervåningen användes som bostad åt dessa, medan övervåningen uthyrdes. Under början av 1900-talet drev arrendatorn jordbruk på ägorna och hade en omfattade fruktodling på framsidan av huset. Magniberg övertogs 1967 från Nyköpings stads socialnämnd av Nyköpings stad.